# Teleogonia arcuata
Teleogonia arcuata är en insektsart som beskrevs av Young 1977. Teleogonia arcuata ingår i släktet Teleogonia och familjen dvärgstritar. Inga underarter finns listade i Catalogue of Life.